# Together (альбом Marcus & Martinus)
«Together» — другий студійний альбом норвезького попдуету Marcus & Martinus, випущений лейблом Sony Music Entertainment 4 листопада 2016 року. Це їхній перший повноформатний студійний альбом англійською мовою. Альбом дебютував під номером 1 як у норвезькому чарті офіційних альбомів VG-lista, так і у шведському чарті альбомів Sverigetopplistan.

## Треклист
| Треклист Together | Треклист Together                               | Треклист Together                                                                  | Треклист Together                                                               | Треклист Together |
| #                 | Назва                                           | Автор                                                                              | Продюсер(и)                                                                     | Тривалість        |
| ----------------- | ----------------------------------------------- | ---------------------------------------------------------------------------------- | ------------------------------------------------------------------------------- | ----------------- |
| 1.                | «Girls» (за участю Madcon)                      | Магнус Бертельсен Ерік Фьелд Ла Верді Іда Вердал Йосеф Вольде-Маріам Тшаве Баква   | Магнус Бертельсен Ерік Фьелд                                                    | 3:28              |
| 2.                | «Without You»                                   | Магнус Бертельсен Джиммі Берні Андерз Вретов Джозеф Лі Ла Верді Крістіан Роннінген | Магнус Бертельсен Єспер Борген                                                  | 3:12              |
| 3.                | «Light It Up» (за участю Samantha J)            | Ерік Фьелд Іда Вердал Натаніель Ентоні Хьюітт Ентоні Вебб                          | Ерік Фьелд                                                                      | 3:14              |
| 4.                | «One More Second»                               | Магнус Бертельсен Єспер Борген Маркус Ульстад Нільсен Ла Верді                     | Магнус Бертельсен Ерік Фьелд Маркус Ульстад Нільсен Єнс Йерто Андреас Сьо Енген | 3:21              |
| 5.                | «Heartbeat»                                     | Магнус Бертельсен Ерік Фьелд                                                       | Магнус Бертельсен Ерік Фьелд                                                    | 2:45              |
| 6.                | «Go Where You Go»                               | Магнус Бертельсен Маркус Гуннарcен Ла Верді                                        | Магнус Бертельсен Роббін Содерлунд                                              | 2:54              |
| 7.                | «Hey You»                                       | Магнус Бертельсен Ерік Фьелд Borgen Магнус Клаузен                                 | Магнус Бертельсен Ерік Фьелд                                                    | 2:46              |
| 8.                | «Bae»                                           | Магнус Бертельсен Єспер Борген Ода Ев'єн Гйоваг Ла Верді Ульстад Нільсен           | Магнус Бертельсен                                                               | 3:04              |
| 9.                | «I Don't Wanna Fall in Love»                    | Магнус Бертельсен Ерік Фьелд Єспер Борген Магнус Клаузен                           | Магнус Бертельсен Ерік Фьелд                                                    | 3:11              |
| 10.               | «Together»                                      | Магнус Бертельсен Єспер Борген Ода Ев'єн Гйоваг Ульстад Нільсен                    | Магнус Бертельсен                                                               | 2:47              |
| 11.               | «Girls» (за участю Madcon) (Alex Mattson Remix) | Магнус Бертельсен Ерік Фьелд Ла Верді Іда Вердал Йосеф Вольде-Маріам Тшаве Баква   |                                                                                 | 3:10              |
| 12.               | «Heartbeat» (Maybon Remix)                      | Магнус Бертельсен Ерік Фьелд                                                       |                                                                                 | 3:17              |

## Чарти
| Чарт (2016–2017)                                   | Найвища позиція |
| -------------------------------------------------- | --------------- |
| Данія Danish Albums (Hitlisten)                    | 11              |
| Фінляндія Finnish Albums (Suomen virallinen lista) | 14              |
| Норвегія Norwegian Albums (VG-lista)               | 1               |
| Польща Polish Albums (ZPAV)                        | 19              |
| Швеція Swedish Albums (Sverigetopplistan)          | 1               |

| Чарт (2016)                        | Позиція |
| ---------------------------------- | ------- |
| Swedish Albums (Sverigetopplistan) | 51      |
| Чарт (2017)                        | Позиція |
| Danish Albums (Hitlisten)          | 36      |
| Swedish Albums (Sverigetopplistan) | 17      |

## Історія випуску
| Країна   | Дата             | Формат               | Лейбл      |
| -------- | ---------------- | -------------------- | ---------- |
| Норвегія | 4 листопада 2016 | Цифрове завантаження | Sony Music |